# Macharaviaya
Macharaviaya – gmina w Hiszpanii, w prowincji Malaga, w Andaluzji, o powierzchni 7,24 km². W 2011 roku gmina liczyła 504 mieszkańców.